# Municipio de Brighton (Ohio)
El municipio de Brighton (en inglés: Brighton Township) es un municipio ubicado en el condado de Lorain en el estado estadounidense de Ohio. En el año 2010 tenía una población de 915 habitantes y una densidad poblacional de 21,39 personas por km².

## Geografía
El municipio de Brighton se encuentra ubicado en las coordenadas 41°10′7″N 82°17′57″O / 41.16861, -82.29917. Según la Oficina del Censo de los Estados Unidos, el municipio tiene una superficie total de 42.77 km², de la cual 42,65 km² corresponden a tierra firme y (0,28 %) 0,12 km² es agua.

## Demografía
Según el censo de 2010, había 915 personas residiendo en el municipio de Brighton. La densidad de población era de 21,39 hab./km². De los 915 habitantes, el municipio de Brighton estaba compuesto por el 98,03 % blancos, el 0,44 % eran afroamericanos, el 0,11 % eran amerindios, el 0,11 % eran isleños del Pacífico, el 0,44 % eran de otras razas y el 0,87 % eran de una mezcla de razas. Del total de la población el 2,3 % eran hispanos o latinos de cualquier raza.